# Markus Allard
Karl Markus Alfred Allard, född 3 januari 1990 i Örebro Sankt Nikolai församling, Örebro län, är en svensk politiker och tidigare journalist. Han är partiledare för Örebropartiet, ett lokalparti verksamt i Örebro kommun och region. Sedan valet 2018 är han kommunalråd och en av partiets ledamöter i Örebros kommunfullmäktige, jämte polisen Peter Springare. Allard publicerar krönikor och debattexter bland annat på bloggen Ledarsidorna, och har arbetat som journalist på nättidningen Nyheter Idag.
Sedan 2015 driver Allard tillsammans med Malcom Kyeyune poddradioprogrammet Markus och Malcom.

## Biografi
Markus Allard är sonson till den socialdemokratiske politikern och talmannen Henry Allard.

### Tidig politisk karriär
Allard var från år 2009 till 2013 ordförande för Ung Vänsters Örebroavdelning. Under tiden som Ung Vänster-ordförande reste han till Mali för att delta som strategisk rådgivare i presidentkandidaten Oumar Marikos valkampanj, och befann sig i landet under statskuppen 2012.
I december 2013 uteslöts han ur organisationen samt moderpartiet. Enligt den dåvarande förbundssekreteraren i Ung Vänster, Hanna Cederin, respektive Vänsterpartiets partisekreterare Aron Etzler berodde beslutet på att Allard hade uttalat stöd för Revolutionära fronten. Allard själv menar att uteslutningen framförallt handlade om en maktkamp inom partiet och förbundet, då senast om fastställandet av Vänsterpartiets kandidatlista i Örebro inför riksdagsvalet.

### Örebropartiets partiordförande (2014–)
Allard bildade Örebropartiet under våren 2014 tillsammans med bland annat tidigare medlemmar av Ung Vänster och Vänsterpartiet.
Allard har sedan bildandet av Örebropartiet allt mer tagit avstånd från den svenska vänstern, då han menar att den avlägsnat sig från arbetarrörelsens ursprungliga ideal. Han har istället beskrivit sin ideologiska hemvist som populism och nationalism på marxistisk grund, vilket han menar inte går att placera in på den moderna vänster–höger-skalan.

### Medverkan i Riks (2022–2025)
Mellan 2022 och 2025 medverkade Allard på den av Sverigedemokraterna grundade mediekanalen Riks. Det första avsnittet av programmet med namnet "Allard" hade premiär 5 november 2022. Allard kom sedermera att medverka i många videor på kanalen, både själv och med andra. Fokus var att diskutera dagsaktuella samhällsfrågor och intervjuer med andra samhällsdebattörer.
Efter några månader av inaktivitet meddelade Allard på Facebook och X att allt samarbete hade avbrutits. Gällande uppbrottet hänvisar Allard till att "ledande sverigedemokrater" protesterat mot hans och andras medverkan. Allards sista framträdande på Riks var i 27 april 2025. Till Expressen meddelar Allard att han "för tillfället har jag inte anledning att kommentera det hela mer än vad jag skriver i mitt inlägg på Facebook/X".

## Transferiatet
Ett begrepp som lanserats av Markus Allard och som förekommer i hans och Kyeyunes program och texter är "transferiatet". Begreppet används för att beskriva ett samhällsskikt som består av de som livnär sig på offentliga transfereringar och anställningar men inte producerar något samhällsvärde. Inom transferiatet finns bland annat kommunikatörer, administratörer och mellanchefer som är anställda för sin egen skull snarare än nödvändiga inom verksamheten.